# Alan Clarke (Fußballspieler)
Alan Clarke (* 3. Februar 1962 in Dublin) ist ein ehemaliger irischer Fußballspieler. Er ist nicht zu verwechseln mit dem englischen Fußballspieler Allan Clarke (* 1946).

## Karriere
Clarke wechselte 1982 von Leeds United nach Deutschland. Dort spielte er für Borussia Lippstadt, Hammer SpVg, Blau-Weiß 90 Berlin, Tennis Borussia Berlin und den SV Yesilyurt.
Seinen größten sportlichen Erfolg erzielte er als in der Saison 1985/86 mit seinen Mannschaftskollegen den Aufstieg in die Bundesliga schaffte. In seiner ersten Spielzeit in der Bundesliga wurde er 15 mal eingesetzt, zum Ende der Spielzeit folgte der sofortige Abstieg und Clarke spielte weiterhin in der 2. Bundesliga.